# Limacia
Limacia es un género con 26 especies de plantas de flores perteneciente a la familia Menispermaceae. Nativo del sudeste de Asia.

## Especies seleccionadas
| - Limacia amherstiana - Limacia blumei - Limacia borneensis - Limacia cerasifera - Limacia coriacea - Limacia cuspidata - Limacia distincta - Limacia esiangkara - Limacia funifera | - Limacia inornata - Limacia kunstleri - Limacia latifolia - Limacia laurifolia - Limacia longifolia - Limacia microphylla - Limacia monilifera - Limacia nativitatis - Limacia oblonga | - Limacia sagittata - Limacia scandens - Limacia selwynii - Limacia sumatrana - Limacia triandra - Limacia velutina - Limacia villosa - Limacia wallichiana |